# 丘浚故居
丘浚故居位于中国海南省海口市琼山区府城街道金花村。

## 历史
始建于明代，主要建筑有“可继堂”。故居一室二房，以黄棱木建造。附近有“藏书石室”遗址，为丘浚藏书处。
丘浚墓位于其故居4公里外，建有石雕俑群等建筑物。